# Elisabeth Boisen
Ane Elisabeth Susette Boisen (21. april 1850 – 7. juli 1919) var en dansk lærer og komponist af sange.
Elisabeth Boisen var barnebarn af N.F.S. Grundtvig, og hendes far, Peter Outzen Boisen, var fra 1851 bestyrer af Dronning Caroline Amalies Asylskole, som Grundtvig var direktør for. Fra 1854 fungerede faderen tillige som Grundtvigs kapellan i Vartov Kirke. Familien boede på skolen og Elisabet Boisen stod sin morfar meget nær. Fra 1868-1886 underviste hun selv på denne skole.
Fra barndommen spillede Elisabet Boisen meget klaver og gik en årrække til undervisning hos komponisten Emil Horneman. Hun begyndte at komponere i 30-års alderen og udgav 30 hefter med sange i perioden 1893-1918. Den overvejende del af teksterne var skrevet af Ingeborg Kristiane Rosenørn-Teilmann, stamhusbesidderen til godset Nørholm ved Varde, som hun delte hjem med fra 1887-1919.

## Musikken
Kompositionerne er karakteriseret af en forholdsvis tilbageholdt melodik uden den store udvikling. Klaversatsen er stram og enkel, og tonesproget konservativt og harmonisk.
- 18 Romancer og Sange med Pianoforte (1893)
- Fra Lunden (1901)
- Raadhusklokkernes Sang (1904)
- Mindet (Til "Dronning Caroline Amalies Asylskoles Minde" ved Foreningens 25 aars Jubilæum – 1906)
- Tre Sange (1913)
- Sommerdag (1914)
- Fred paa Jorden (Peace on Earth)
- Naar det er mørkt
- Fire Folkeviser
- Jul i Lunden
- Efter Sejren
- Til Havs!
- Serenaden af J. L. Runeberg
- Fremad!
- Frem over Hede!
- Tre Folkeviser
- Hjælp mig min Gud og Herre
- Søde Gud, Din Engleskare
- Kirkeklokkerne
- To Romancer med Piano-Akkompagnement
- Ak, I Snefnug!
- I Lunden er der Fuglesang
- To Romancer
- Tre religiøse Sange
- Bedeslagene / Text af I. K. Rosenørn

Boisen udgav også et mindre antal vuggeviser og børnesange bl.a.
- Maanen gaar aldrig i Seng (1908)
- Lille Erik (1918)
- Englevagt (vuggesang)
- En liden Vuggevise
- Vuggesang til lille Solstråle